# Réka Forika
Réka Forika, geborene Réka Ferencz, (* 29. März 1989 in Gheorgheni, Kreis Harghita) ist eine rumänische Biathletin aus der ungarischen Minderheit der Szekler.
Réka Ferencz ist Schülerin an einem Lyzeum in Gheorgheni. 2004 begann sie mit dem Biathlonsport, seit 2007 gehört die Athletin des C.S.S. Gheorgheni dem Nationalkader Rumäniens an. 2006 gab sie in Langdorf ihr internationales Debüt bei den Junioren-Europameisterschaften und erreichte als beste Ergebnisse Platz 18 in der Verfolgung und mit Alina Babeș und Emőke Szőcs Platz sechs im Staffelrennen. Im selben Jahr debütierte sie auch im Junioren-Europacup. An ihren ersten Junioren-Weltmeisterschaften nahm sie 2007 in Martell teil und wurde dort 12. mit der Staffel sowie in der Verfolgung und 14. im Sprint wie 35. im Einzel. 2007/08 gewann sie drei Junioren-Europacuprennen und wurde zudem zweimal Zweite. Ebenfalls 2007 gab Ferencz ihr Biathlon-Weltcup-Debüt bei einem Staffelrennen in Oberhof, das sie an der Seite von Dana Plotogea, Éva Tófalvi und Mihaela Purdea als 13. beendete. Nächstes Großereignis wurden die Junioren-Weltmeisterschaften 2008 in Ruhpolding mit den Ergebnissen sieben im Einzel, acht in der Verfolgung, sechs mit der Staffel und 22 im Sprint. Besser verliefen wenig später die Junioren-Europameisterschaften in Nové Město na Moravě. 16. wurde sie im Einzel wie im Sprint und Zehnte in der Verfolgung. Im Staffelwettbewerb gewann sie mit Babeș und Claudia Flanega die Bronzemedaille. Auch 2009 nahm Ferencz in Canmore an den Junioren-Weltmeisterschaften teil. Die Rumänin wurde 32. im Einzel, und Neunte mit der Staffel und verpasste als Viertplatzierte hinter Sophie Boilley um etwa zehn Sekunden eine Einzelmedaille. Im Verfolgungsrennen fiel sie auf Rang 12 zurück. Bei der Junioren-EM 2009 in Ufa wurde sie Neunte im Einzel und gewann als Drittplatzierte im Staffelrennen mit Luminița Pișcoran und Diana Mihalache erneut die Bronzemedaille. In Hochfilzen lief sie in der Saison 2009/10 ihr erstes Sprintrennen im Weltcup und wurde 113. Eine Woche später erreichte sie in Pokljuka als 37. des Einzels ihre erste Platzierung in den Weltcuppunkten. 
2010 konnte Réka Ferencz bei der Junioren-WM in Torsby ihren ersten Weltmeistertitel feiern. Vor Karolin Horchler aus Deutschland gewann sie den Wettbewerb im Einzel. Réka Ferencz nahm an den Olympischen Winterspielen 2010 teil. Ihr bestes Resultat war der 74. Platz im Einzel. Mit der Staffel belegte sie Rang 10.
Réka Ferencz startet auch im Sommer-Biathlon. Bei den Sommerbiathlon-Europameisterschaften 2008 in Bansko gewann Ferencz gemeinsam mit Simona Crăciun, Alexandru Tișcă und Claudiu Suciu Bronze im Mixed-Staffelwettbewerb. 2009 gewann sie bei den Junioren-Weltmeisterschaften im Sommerbiathlon mit Pișcoran, Stefan Gavrila und Roland Gerbacea im Mixedwettbewerb Bronze. Zudem wurde sie 27. im Sprint und 15. im Verfolgungsrennen. 2010 nahm sie an den Sommer-Europameisterschaften teil und gewann mit der Junioren-Mixed-Staffel Rumäniens an der Seite von Diana Mihalache, Remus Faur und Roland Gerbacea die Bronzemedaille im Mixed-Wettbewerb. Zudem wurde sie 20. Sprint und 18. der Verfolgung.

## Biathlon-Weltcup-Platzierungen
Die Tabelle zeigt alle Platzierungen (je nach Austragungsjahr einschließlich Olympische Spiele und Weltmeisterschaften).
- 1.–3. Platz: Anzahl der Podiumsplatzierungen
- Top 10: Anzahl der Platzierungen unter den ersten zehn (einschließlich Podium)
- Punkteränge: Anzahl der Platzierungen innerhalb der Punkteränge (einschließlich Podium und Top 10)
- Starts: Anzahl gelaufener Rennen in der jeweiligen Disziplin

| Platzierung                      | Einzel | Sprint | Verfolgung | Massenstart | Staffel | Gesamt |
| -------------------------------- | ------ | ------ | ---------- | ----------- | ------- | ------ |
| 1. Platz                         |        |        |            |             |         |        |
| 2. Platz                         |        |        |            |             |         |        |
| 3. Platz                         |        |        |            |             |         |        |
| Top 10                           |        |        |            |             | 1       | 1      |
| Punkteränge                      | 1      |        |            |             | 4       | 5      |
| Starts                           | 2      | 6      |            |             | 4       | 12     |
| Stand: nach der Saison 2009/2010 |        |        |            |             |         |        |